# Bitwa pod Nowym Stawem
Bitwa pod Nowym Stawem – potyczka powstania styczniowego nieopodal wsi Nowy Staw, stoczona 25 września 1863 roku.  
Pod Nowym Stawem odpoczywał oddział powstańczy pod dowództwem majora Walerego Kozłowskiego, który wcześniej wymknął się rosyjskiej obławie w lasach puchaczowskich, a uprzednio walczył w bitwie pod Batorzem (6 IX). W czasie przygotowań do posiłku, na horyzoncie pojawili się Kozacy i 2 roty rosyjskiej piechoty. Obie walczące strony oddzielała rzeczka Ciemięga. Powstańcy szybko ustawili się w szyku bojowym i powstrzymali pierwszy rosyjski atak. Dopiero nadejście rosyjskich posiłków wraz z trzema armatami, których celny ogień skutecznie raził Polaków, zmusił powstańców do wycofania się. Powstańcy rozdzielili się i przez okoliczne lasy oddalili się w kierunku Wólki Krasienińskiej. Straty po stronie rosyjskiej nie są znane, natomiast straty powstańcze wyniosły 13 zabitych, 11 rannych oraz 4 wziętych do niewoli. Na terenie wsi Nowy Staw znajduje się mogiła w której prawdopodobnie zostali pochowani polegli.